# ليوبومير أرسيتيش
ليوبومير أرسيتيش هو لاعب كرة قدم صربي في مركز الوسط، ولد في 21 أكتوبر 1985 في أوزيتشى في صربيا. لعب مع نادي ميتالاك.

## وصلات خارجية
- ليوبومير أرسيتيش على موقع قاعدة بيانات كرة القدم.إي يو (الإنجليزية)
- ليوبومير أرسيتيش على موقع Soccerway.com (الإنجليزية)